# Henrietta von Osterhausen
Henrietta von Osterhausen (? – 6. listopadu 1727) byla německo-polská aristokratka. Známá byla především díky mileneckému poměru s polským králem Agustem II. Silným.
Byla dvorní dámou Marie Josefy Habsburské. V roce 1720 vystřídala královu milenku Erdmutu Zofii von Dieskau. Když její poměr s králem skončil, Marie Josefa navrhla, aby se Henrietta stala jeptiškou. Žila poté v Praze v klášteře. Podle životopisu Agusta Silného La Saxe Galante zde žila jen tři měsíce, v klášteře trávila jen noci, přes den vedla opulentní život. Nakonec se dne 22. února 1724 provdala za Albrechta Zygmuta von Zeigut-Stanislawski.
Henrietta zemřela dne 6. listopadu 1727 na drážďanském zámku. Její pohřeb se konal 14. listopadu v tamější zámecké kapli.